# Låt mig få tända ett ljus
Låt mig få tända ett ljus är en julsång med svensk text av Börje Carlsson. Melodin till sången är "Mozarts vaggsång". Den tyska textens titel lyder "Schlaf, mein Prinzchen, schlaf ein" av Friedrich Wilhelm Gotter. En liknande sång komponerades av Johannes Brahms 1895.
"Låt mig få tända ett ljus" sjöngs in på skiva av Siv Pettersson som gav ut den på singel 1972, och melodin låg på Svensktoppen 15 veckor under perioden 3 december 1972  – 11 mars 1973 , och låg som bäst på första plats. Låt mig få tända ett ljus var en populär julsång i Sverige under 1970-talet. Den har även spelats in av artister som Kikki Danielsson , Loa Falkman , Göran Lindberg , Jan Malmsjö  och Sanna Nielsen .
Den så kallade "Mozarts vaggsång" har nummer 350 i Köchels verkförteckning. Men den skrevs i själva verket av Bernhard Flies (1770–1803?) under namnet "Wiegenlied". En annan teori är att melodin skrevs av kompositören Friedrich Fleischmann. Friedrich Wilhelm Gotter skrev texten ("Schlafe mein Prinzchen...") och använde musiken i skådespelet "Esther" 1796.

## Publikation
- Julens önskesångbok (svenska), 1997, under rubriken "Advent".